# Jesús Areso
Jesús Areso Blanco (Cascante, 2 luglio 1999) è un calciatore spagnolo, difensore dell'Athletic Bilbao.

## Biografia
Anche suo fratello Javier è un calciatore.

## Carriera

### Club
Dopo aver disputato alcune partite con l'Aluvión, nel 2014 entra a far parte delle giovanili dell'Osasuna. Il 7 luglio 2017 viene ceduto all'Athletic Bilbao per la cifra di 450 mila euro.
In seguito si trasferisce al Bilbao Athletic, che al tempo giocava in Segunda División B. In questa serire debutta il 2 settembre 2017, sostituendo il compagno Peru Nolaskoain nell'incontro contro il Real Unión.
Nell'agosto 2020, dopo aver effettuato il ritiro pre-stagione con la prima squadra, viene trasferito alla seconda squadra, dopo aver rifiutato la proposta di un nuovo contratto: avrebbe infatti rifiutato il rinnovo con il club, sostenendo di avere poche possibilità di giocare in prima squadra. Trascorre così l'intera stagione 2020-2021 senza giocare alcun incontro. Lascia ufficialmente il club il 26 maggio 2021.
Subito dopo aver lasciato l'Athletic Bilbao fa ritorno all'Osasuna, firmando un contratto di cinque anni. Esordisce, con il nuovo club nella Liga – il 26 settembre, partendo titolare nella vittoria in trasferta contro il Maiorca.
Il 23 agosto 2022 viene ceduto in prestito al Burgos, squadra della Segunda División.

### Nazionale
Ha disputato alcune partite con la Spagna under 18 e con la Spagna under 19.

## Statistiche

### Presenze e reti nei club
Statistiche aggiornate al 28 aprile 2024.
| Stagione               | Squadra                | Campionato             | Campionato | Campionato | Coppe nazionali | Coppe nazionali | Coppe nazionali | Coppe continentali | Coppe continentali | Coppe continentali | Altre coppe | Altre coppe | Altre coppe | Totale | Totale | Totale |
| Stagione               | Squadra                | Comp                   | Pres       | Reti       | Comp            | Pres            | Reti            | Comp               | Pres               | Reti               | Comp        | Pres        | Reti        | Pres   | Reti   |        |
| ---------------------- | ---------------------- | ---------------------- | ---------- | ---------- | --------------- | --------------- | --------------- | ------------------ | ------------------ | ------------------ | ----------- | ----------- | ----------- | ------ | ------ | ------ |
| 2017-2018              | Bilbao Athletic        | SDB                    | 27         | 0          |                 | -               | -               |                    | -                  | -                  |             | -           | -           | 27     | 0      |        |
| 2018-2019              | Bilbao Athletic        | SDB                    | 25         | 0          |                 | -               | -               |                    | -                  | -                  |             | -           | -           | 25     | 0      |        |
| 2019-2020              | Bilbao Athletic        | SDB                    | 27         | 0          |                 | -               | -               |                    | -                  | -                  |             | -           | -           | 27     | 0      |        |
| Totale Bilbao Athletic | Totale Bilbao Athletic | Totale Bilbao Athletic | 79         | 0          |                 | -               | -               |                    | -                  | -                  |             | -           | -           | 79     | 0      |        |
| 2021-2022              | Osasuna                | PD                     | 3          | 0          | CR              | 1               | 0               |                    | -                  | -                  |             | -           | -           | 4      | 0      |        |
| 2022-2023              | Burgos                 | SD                     | 37         | 0          | CR              | 2               | 0               |                    | -                  | -                  |             | -           | -           | 39     | 0      |        |
| 2023-2024              | Osasuna                | PD                     | 32         | 1          | CR              | 0               | 0               | UECL               | 2                  | 0                  |             | -           | -           | 34     | 1      |        |
| Totale Bilbao Osasuna  | Totale Bilbao Osasuna  | Totale Bilbao Osasuna  | 35         | 1          |                 | 1               | 0               |                    | 2                  | 0                  |             | -           | -           | 38     | 1      |        |
| Totale carriera        | Totale carriera        | Totale carriera        | 151        | 1          |                 | 3               | 0               |                    | 2                  | 0                  |             | -           | -           | 156    | 1      |        |